# CLMUL
Carry-less Multiplication (CLMUL) è un'estensione del set di istruzioni x86 utilizzato dai microprocessori Intel e AMD, proposto da Intel nel marzo 2008 e reso disponibile nei processori Intel Westmere annunciati all'inizio del 2010.
Un uso di queste istruzioni è quello di migliorare la velocità delle applicazioni di cifratura a blocchi in modalità Galois/Counter, che dipende dalla moltiplicazione GF(2k) a campo finito, che può essere implementata in modo più efficiente con le nuove istruzioni CLMUL rispetto al tradizionale set di istruzioni. Un'altra applicazione è il calcolo veloce dei valori CRC, compresi quelli utilizzati per implementare l'algoritmo DEFLATE in zlib e pngcrush della finestra scorrevole LZ77.

## Nuove istruzioni
L'istruzione calcola il prodotto carry-less a 128 bit di due valori a 64 bit. La destinazione è un registro XMMM a 128 bit. La sorgente può essere un altro registro XMMM o memoria. Un operando immediato specifica quali metà degli operandi a 128 bit vengono moltiplicati. Sono inoltre definite delle mnemoniche che specificano valori specifici dell'operando immediato:
| Istruzione                 | Opcode                   | Descrizione                                                                                       |
| -------------------------- | ------------------------ | ------------------------------------------------------------------------------------------------- |
| PCLMULQDQ xmmreg,xmmrm,imm | [rmi: 66 0f 3a 44 /r ib] | Eseguire una moltiplicazione carry-less di due polinomi a 64 bit sul campo finito GF(2k).         |
| PCLMULLQLQDQ xmmreg,xmmrm  | [rm: 66 0f 3a 44 /r 00]  | Moltiplicare le metà basse dei due registri.                                                      |
| PCLMULHQLQDQ xmmreg,xmmrm  | [rm: 66 0f 3a 44 /r 01]  | Moltiplicare la metà alta del registro di destinazione per la metà bassa del registro di origine. |
| PCLMULLQHQDQ xmmreg,xmmrm  | [rm: 66 0f 3a 44 /r 10]  | Moltiplicare la metà bassa del registro di destinazione per la metà alta del registro di origine. |
| PCLMULHQHQDQ xmmreg,xmmrm  | [rm: 66 0f 3a 44 /r 11]  | Moltiplicare le metà alte dei due registri.                                                       |

## CPU con CLMUL
- Intel
  - Westmere
  - Sandy Bridge
  - Ivy Bridge
  - Haswell
  - Broadwell (con una maggiore produttività e una minore latenza[5])
  - Skylake
  - Kaby Lake
  - Coffee Lake
- AMD
  - Jaguar[6]
  - Puma
  - Processore per "lavori pesanti"
    - Bulldozer[7]
    - Piledriver
    - Steamroller
    - Excavator

  - Zen
  - Zen+

La presenza del set di istruzioni CLMUL può essere verificata testando uno dei bit delle caratteristiche della CPU.